# Zhukowskia
Zhukowskia é um género botânico pertencente à família das orquídeas (Orchidaceae).